# Хелльригель, Ханс-Юрген
Ханс-Юрген Хелльригель (нем. Hans-Jürgen Hellriegel; 16 июня 1917, Берлин — 2 июля 1944, юго-западнее Тенерифе, Атлантика) — немецкий офицер-подводник, капитан-лейтенант (1 апреля 1943 года).

## Биография
В апреле 1936 года поступил на флот в звании кандидата в офицеры. 10 сентября того же года стал одним из 518 кадетов «Олимпийского выпуска». 1 октября 1938 года произведён в лейтенанты. В октябре 1938 года, после шести месяцев службы на миноносце «Лухс», переведён в подводный флот.

### Вторая мировая война
С декабря 1939 года 2-й вахтенный офицер на подлодке U-46, которой последовательно командовали Херберт Золер и Энгельберт Эндрас.
С 7 апреля по 9 декабря 1941 года командовал подлодкой U-140, на которой совершил 2 похода (проведя в море в общей сложности 30 суток), потопил советскую подлодку М-94 (водоизмещением 206 т).
28 марта 1942 года сменил Генриха Лемана-Вилленброка на посту командира подлодки U-96. С ней он совершил 3 похода (158 суток в море).
Наиболее успешным для Хелльригеля стал второй поход, во время которого он потопил 4 судна и повредил британский танкер «Ф. Дж. Вольф» (12 190 брт).
21 апреля 1943 года назначен командиром своей третьей подлодки — U-543 (Тип IX-C/40), с которой он пробыл в море 174 дня.
3 февраля 1944 года награждён Рыцарским крестом Железного креста.
2 июля 1944 года лодка Хелльригеля была потоплена американской морской авиацией; весь экипаж (58 человек) погиб.
Всего за время военных действий Хелльригель потопил 4 корабля и судна общим водоизмещением 11 175 брт и повредил 2 судна водоизмещением 17 179 брт.